# Ateles fusciceps fusciceps
Ateles fusciceps fusciceps ((en)  Brown-headed spider monkey) is een ondersoort van de bruinkopslingeraap (Ateles fusciceps) die voorkomt in de oerwouden in het noordwesten van Ecuador.

## Kenmerken
Deze ondersoort heeft een zwart-bruin lichaam met een bruine kop, terwijl de andere ondersoort van de bruinkopslingeraap, Ateles fusciceps rufiventris, geheel zwart is met een beetje wit op de kin.

## Voorkomen
De typelocatie is in de Hacienda Chinipamba in de provincie Imbabura in Noordwest-Ecuador.  Het leeft in gebieden west van de Andes. De ondersoort komt voor in tropische en subtropische regenwouden tussen 100 en 1700 meter boven zeeniveau, in populatiedichtheden van 1,2 apen per vierkante kilometer.

## Bedreigingen
Ateles fusciceps fusciceps is kritiek bedreigd ten gevolge van habitatverlies door ontbossing, en ten gevolge van jacht.